# Église Sainte-Eugénie de Puisieux-et-Clanlieu
Pour les articles homonymes, voir Sainte Eugénie et Église Sainte-Eugénie.
L'église Sainte-Eugénie est une église située à Puisieux-et-Clanlieu, en France.

## Localisation
L'église est située sur la commune de Puisieux-et-Clanlieu, dans le département de l'Aisne.

### Galerie

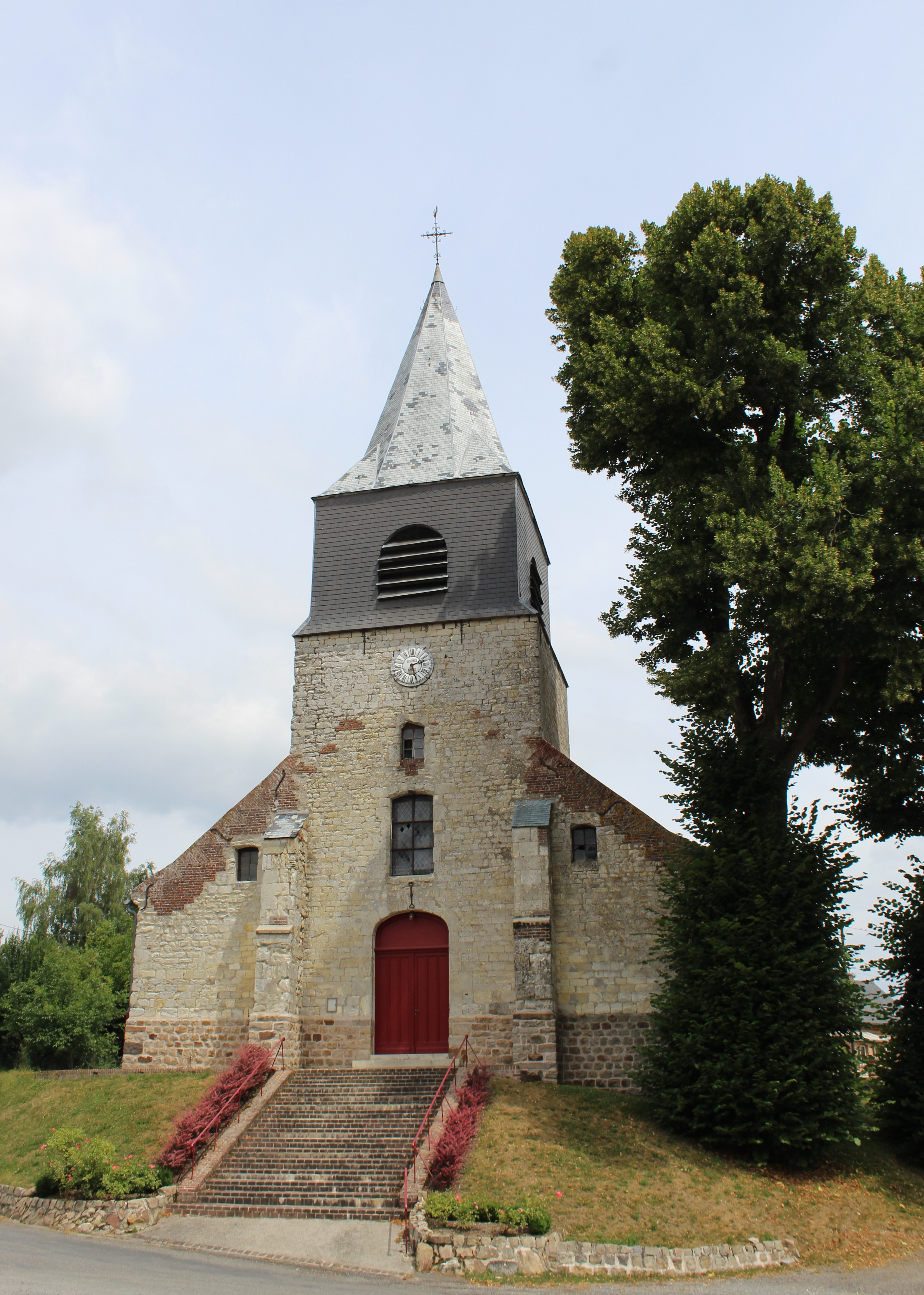
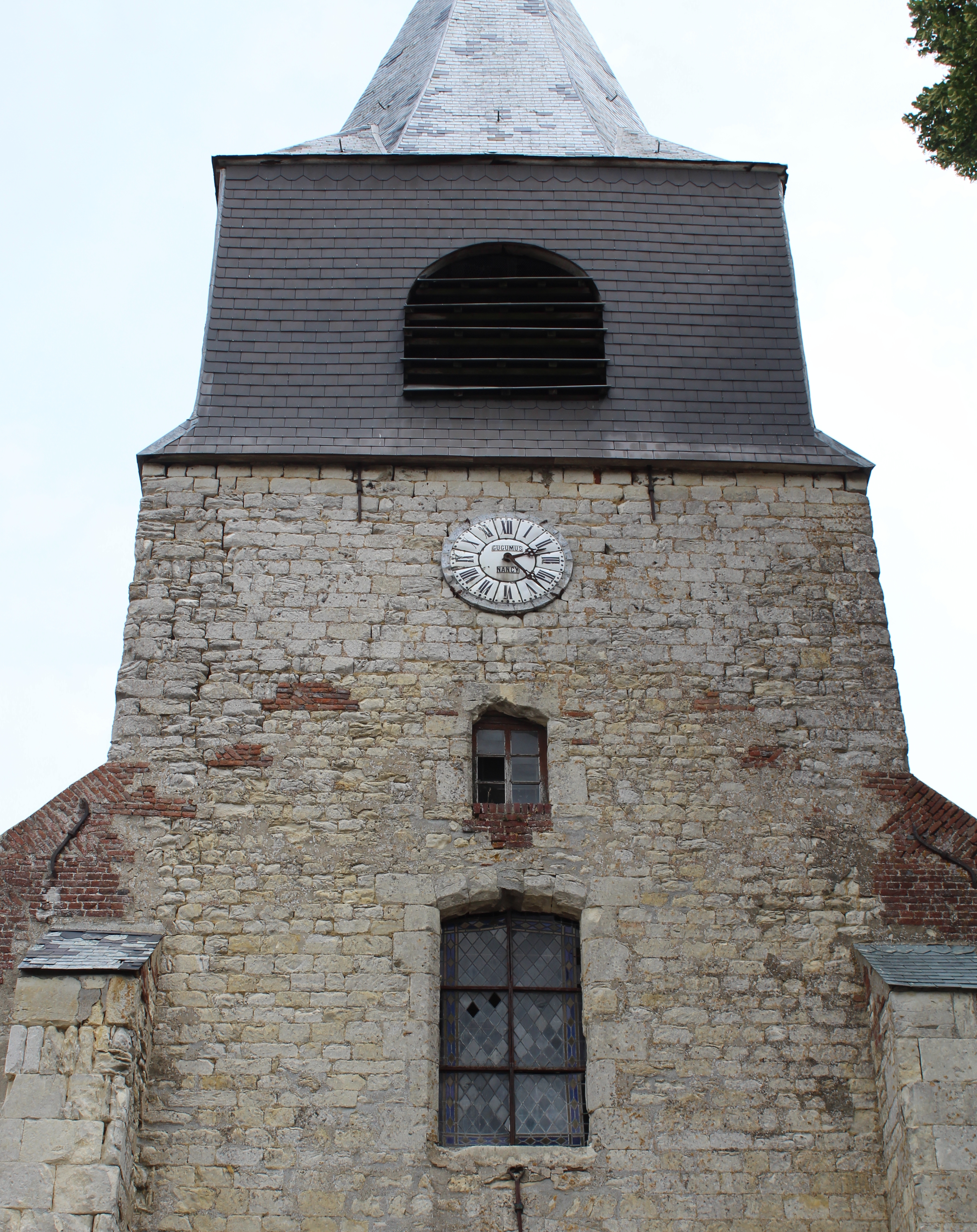
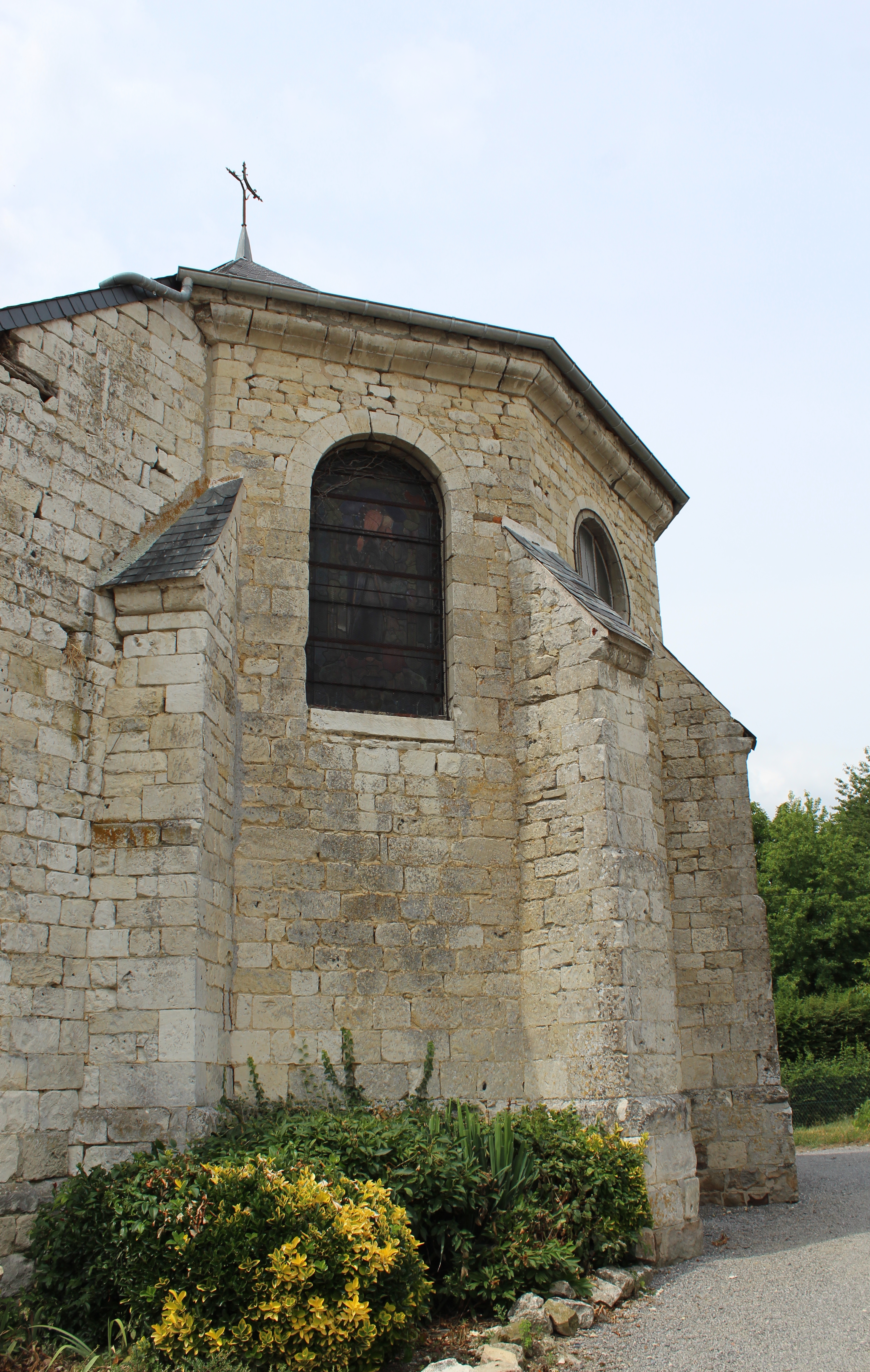
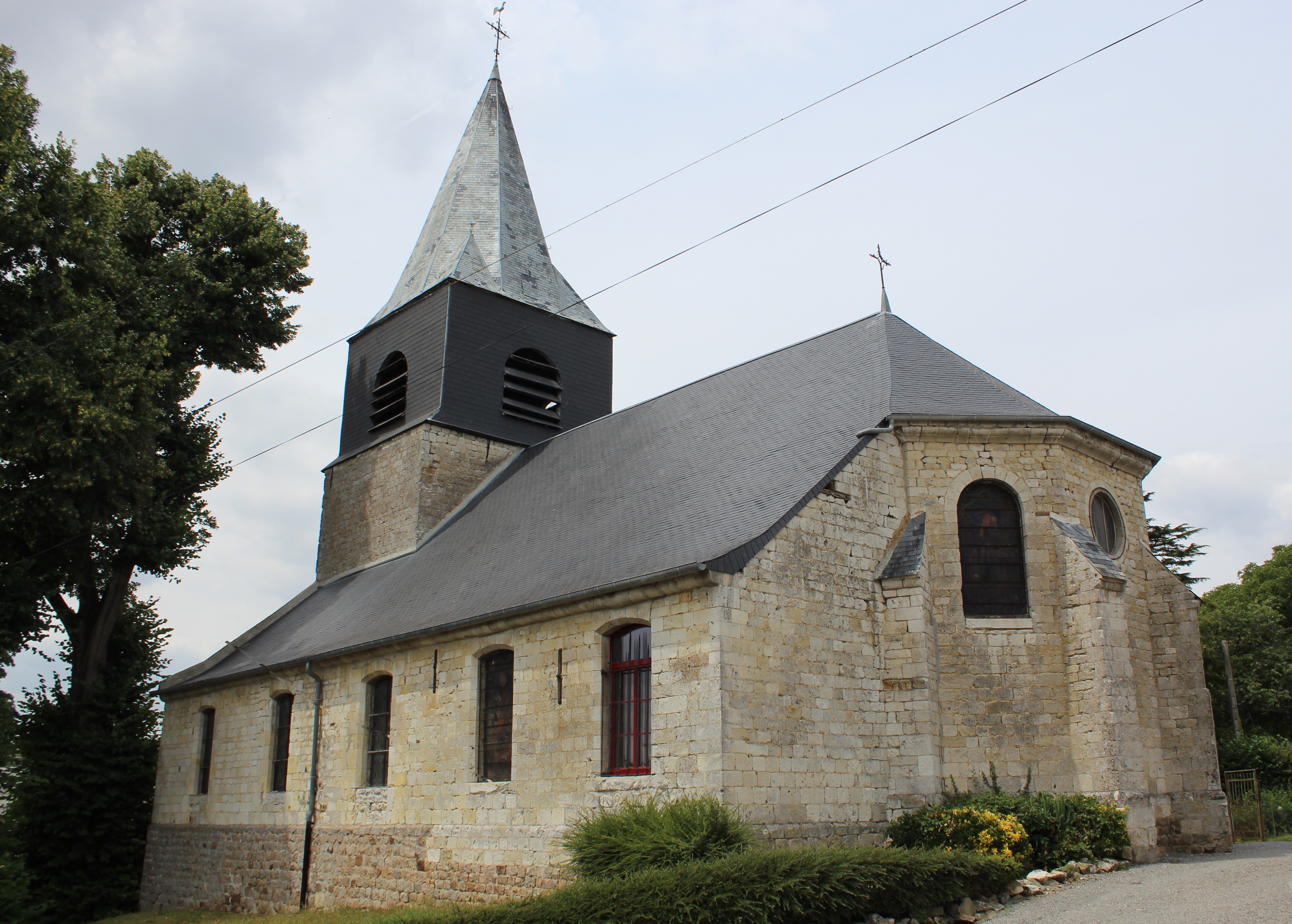